# Topol černý
Topol černý (Populus nigra) je listnatý opadavý strom z čeledi vrbovité (Salicaceae). Dorůstá výšky až kolem 30 metrů, dožívá se až několika staletí.

## Charakteristika
Koruna je široká se silnými větvemi, vysoká, klenutá, rozložitá, u starých stromů může působit nepravidelným dojmem. Kmen topolu černého je plnodřevný, rovný, u starších jedinců svalcovitý a často pokroucený. Dřevo bývá v jádře světle hnědavé, bez dřeňových skvrn, poměrně hrubé a velmi lehké. Kůra v mládí šedobílá, později se od báze kmene nahoru tvoří hluboce trhlinatá hnědošedá borka. Starší větvičky jsou žlutošedé s velkými naběhlými lenticelami. Kořenový systém je mělký a dlouze protáhlý. Projevuje se hojná výmladnost z pařezů i sválových hrbolů na kmeni, ale také z kořenů. Rozmnožování odnožemi je možné. Je řazen mezi rychle rostoucí dřeviny.

### Listy
Listy na makroblastech (dlouhých větévkách) jsou asi 5–9 cm dlouhé, střídavé, dlouze řapíkaté, okrouhlé až kosočtverečné, dlouze zašpičatělé, při bázi uťaté nebo široce klínovité, s prosvítavým, jemně vroubkovaně pilovitým okrajem. Lysé, na líci světle zelené, na rubu poněkud světlejší. Řapík bočně zmáčklý. Listy na brachyblastech (zkrácených větévkách) jsou všeobecně kratší.

### Květy
Květy topolu černého jsou dvoudomé. Samčí jehnědy dorůstají do délky kolem 5 cm, jsou tlusté, válcovité, nící, s purpurově červenými prašníky. Samičí jehnědy bývají štíhlejší, zelenavé, se žlutými bliznami. Topol kvete v březnu a dubnu. Semeno dozrává v červnu.

### Plody
Plodem topolu jsou tobolky, které jsou tlusté, zašpičatělé, zelenavě hnědé, lysé, zřetelně stopkaté. Pokud jsou zralé, bývají většinou prasklé. Semena světle hnědá, se sněhobíle vlnatým svazečkem chloupků. Větrem jsou roznášeny ve velkém množství, takže v rozlehlých porostech topolů to v době zrání může vypadat, jako by napadl čerstvý sníh.

### Větvičky v zimním stavu
Letorosty mají žlutavou až světle hnědou barvu, jsou lesklé. Pupeny jsou na větvích spirálovitě uspořádány, bývají značně velké, hnědé, těsně přisedlé, špičaté, lepkavé, puklé voní balzámem. Květní pupeny odstálé, ven zahnuté.

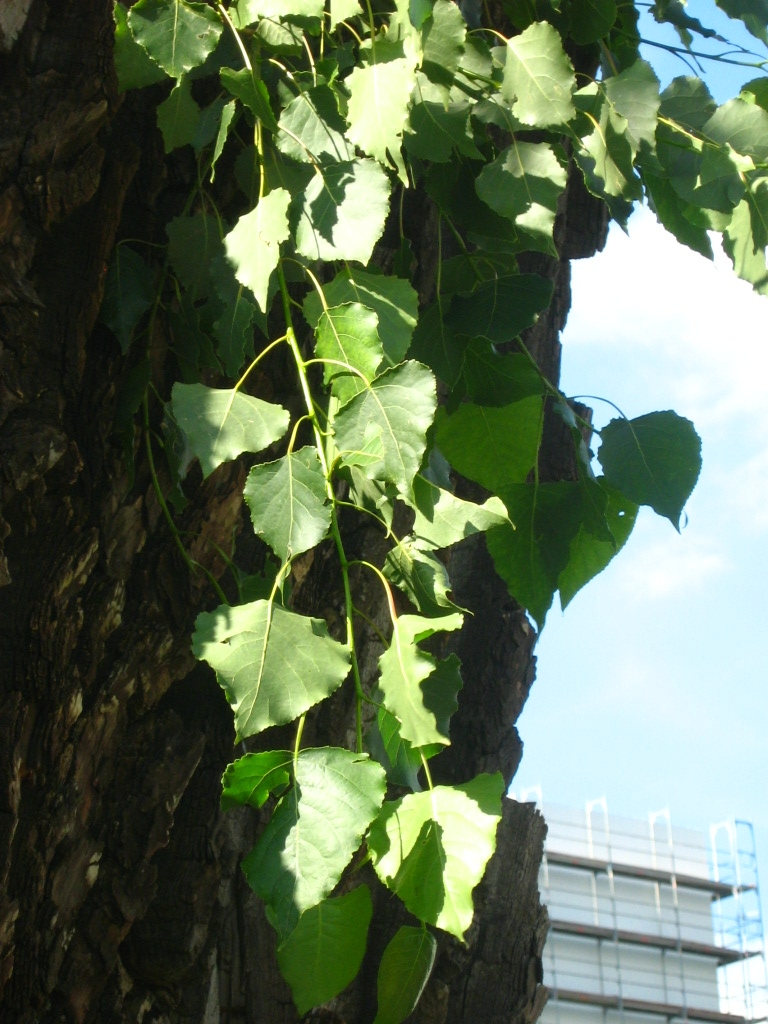
List topolu černého
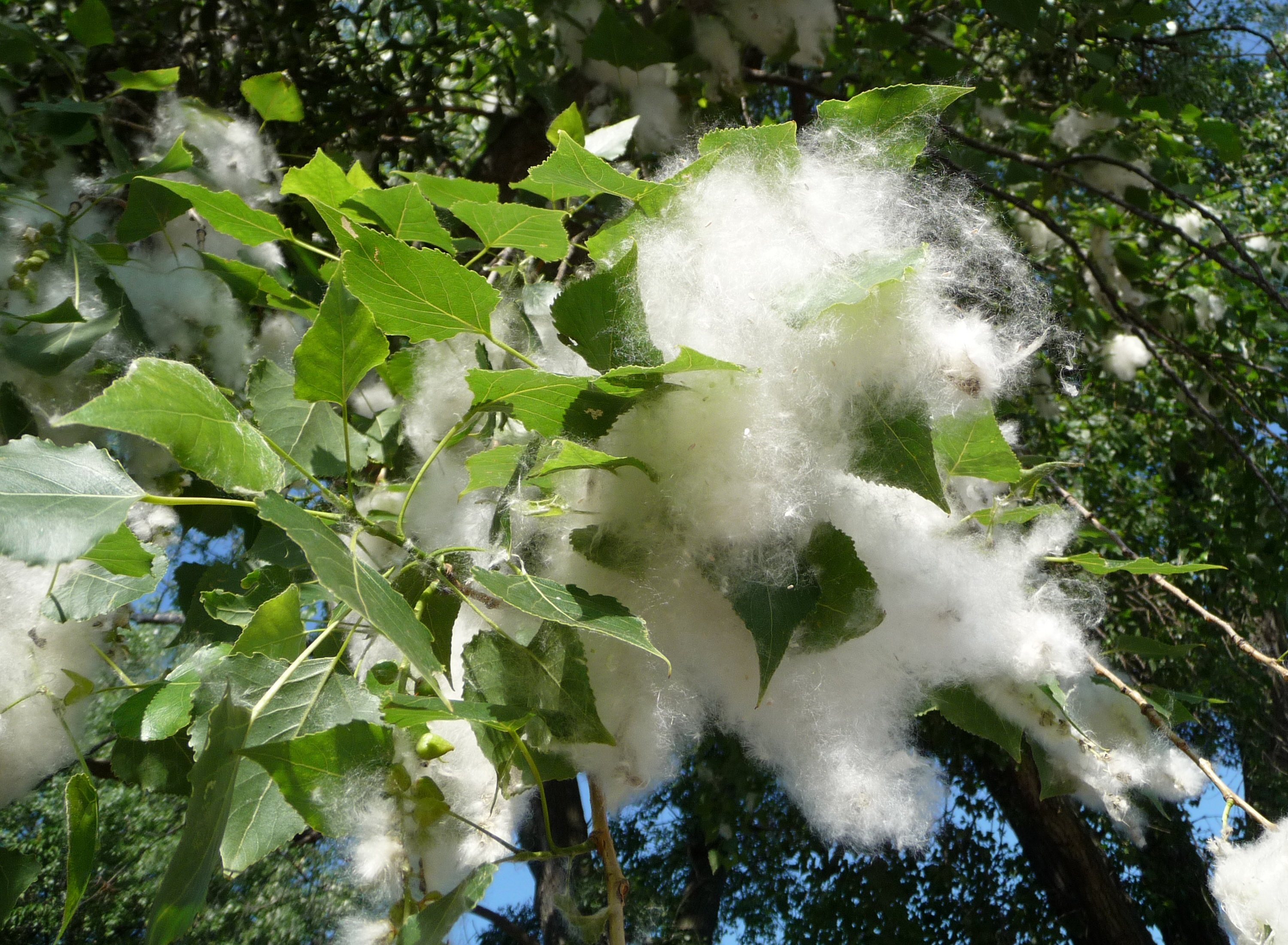
Semena topolu černého
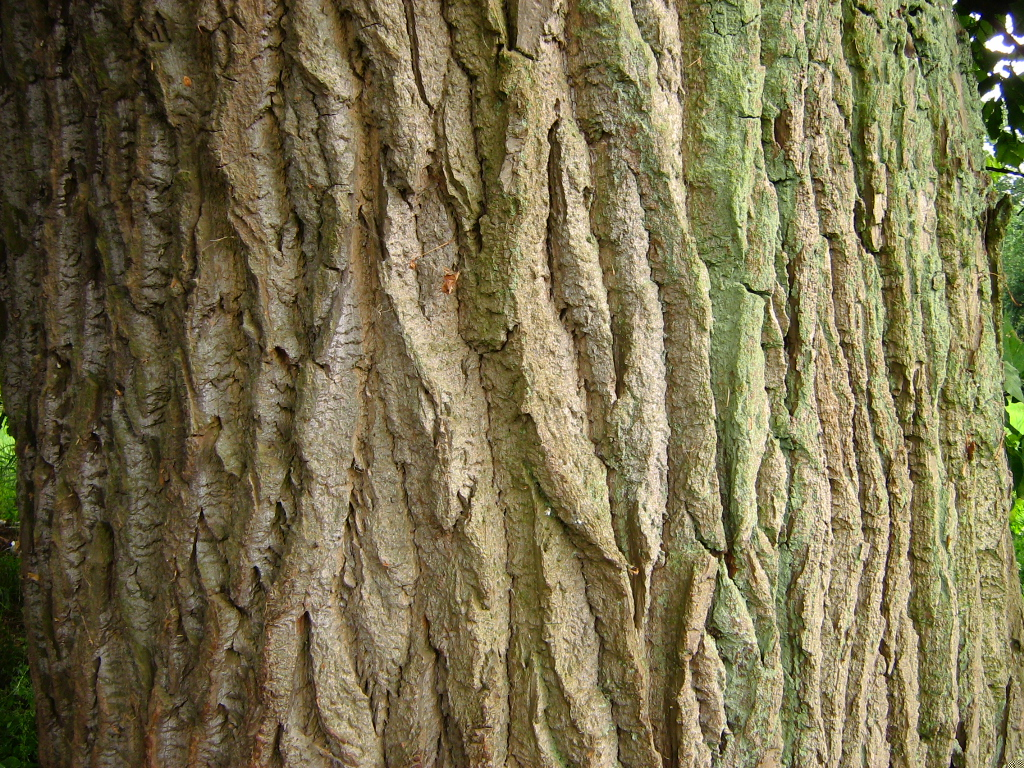
Borka topolu černého
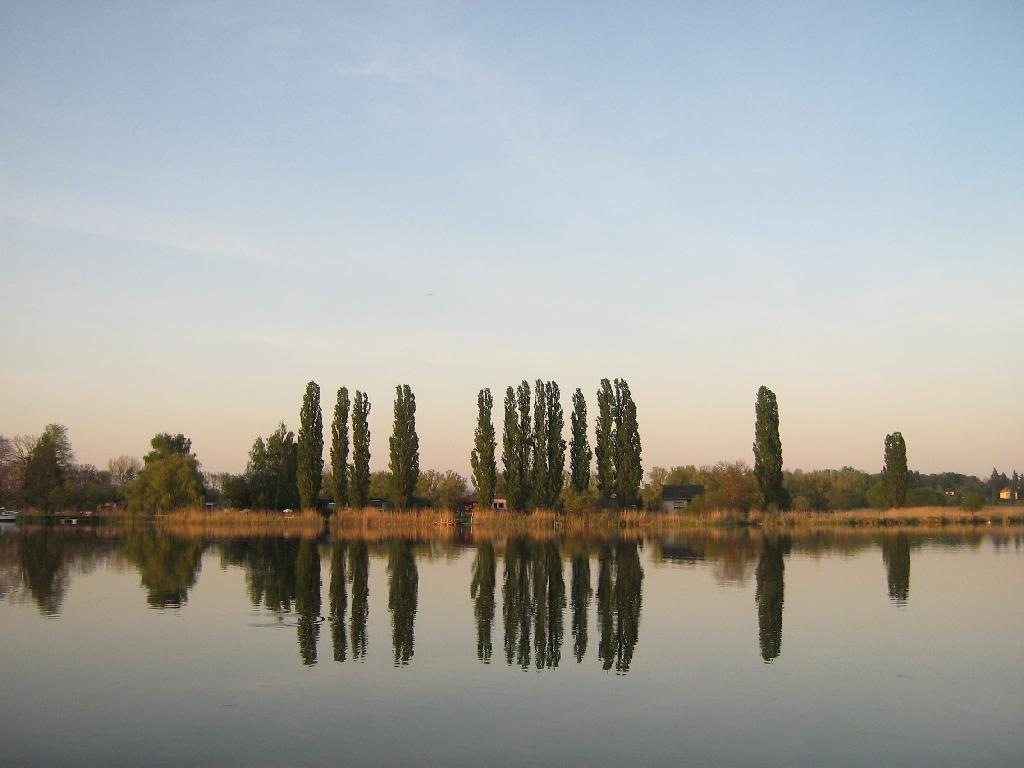
Topoly černé "Vlašské" na hrázi rybníka

## Rozšíření
Topol černý pochází z velkých říčních údolí střední Evropy a jižní Evropy, dnes roste navíc i v západní a střední Asii a severní Africe.

## Stanoviště
Topolům černým se nejlépe daří na svěžích humusovitých půdách. Světlomilná dřevina, nenáročná. Vyskytuje se na periodicky zaplavovaných půdách (lužní lesy), ve vlhkých lesích, na březích řek a potoků.
Na příliš suchých stanovištích je náchylný k chorobám a k lámavosti vrcholů.

## Možné využití
Strom alejí a parků. Jako okrasná dřevina a do větrolamů byl často využíván úzce sloupovitý kultivar 'Italica'.
Často je vysazován na hrázích rybníků a podél vodních toků, kde zpevňuje kypré břehy. Jako rychle rostoucí dřevina slouží například jako zdroj obnovitelných zdrojů energie – používá se jako palivo ve formě štěpky nebo pilinových briket. Fládrované dřevo sukovitých kmenů se užívá jako imitace drahých zámořských dřev. Topolová mast z pupenů a vazelíny se dříve užívala proti revmatickým obtížím, na hemeroidy, omrzliny a popáleniny od slunce.